# Chiesa di Sant'Andrea (Bra)
La chiesa di Sant'Andrea è la parrocchiale di Bra, in provincia di Cuneo ed arcidiocesi di Torino. L'edificio, in stile barocco, fu eretto su disegno di Gian Lorenzo Bernini sotto la guida di Guarino Guarini.

## Storia
La prima pietra fu posta nel settembre 1672 e la costruzione si concluse nel 1687, anche se mancavano la cupola e il coronamento della facciata. Si tratta di una chiesa grandiosa e la sua realizzazione fu possibile grazie a molti cittadini che oltre ad offerte in denaro misero a disposizione giornate di lavoro.

Originariamente questa chiesa era intitolata al Corpus Domini, solo nel 1816 essa divenne la sede della Parrocchia di S. Andrea Apostolo, che qui venne trasferita allorché la chiesa antica, che sorgeva sulla parte alta della collina, fu dichiarata pericolante e quindi abbattuta. Il parroco assume la denominazione di Priore.

## Architettura ed opere
Ha una pianta a tre navate e profonde cappelle con una movimentata facciata barocca ed all'interno è assai pregevole l'altare di San Sebastiano, compatrono di Bra, voluto dal Comune ed eseguito nel 1760 da Giuseppe Antonio Barelli. Proprio su questo altare campeggia un grande ovale con il Martirio di Sant'Andrea, di Claudio Francesco Beaumont, pittore della Corte Sabauda: si tratta del più bel pezzo di pittura settecentesca presente in città.

Sempre nella cappella che ospita l'altare di San Sebastiano vi sono due tele che raffigurano San Rocco e Santa Vittoria e sono opera di Pietro Paolo Operti. Nel lato opposto si trova un grande ovale di Pietro Morgari e sull'altare della Madonna del Rosario un quadro di Giovanni Claret che raffigura la Vergine con il Bambino.

Nella Sacrestia, costruita intorno al 1860, è conservata una grande tela raffigurante la Battaglia di Lepanto, sempre opera del Claret.

Altre opere presenti sono il Martirio di san Sebastiano di Claudio Francesco Beaumont ed altre minori di Roasio di Mondovì e Davide Caland.